# Borås valkrets
Borås valkrets var i riksdagsvalen till andra kammaren 1896–1908 en egen valkrets med ett mandat. Valkretsen, som omfattade Borås stad, avskaffades vid införandet av proportionellt valsystem i valet 1911 då Borås uppgick i Älvsborgs läns södra valkrets. 

## Riksdagsmän
- Alfred Sandwall, lmp (1897–1902)
- Pål Bengtsson, vilde (1903–1905)
- Axel Vennersten, nfr (1906–1911)

## Valresultat

### 1896
| Andrakammarvalet i Sverige 1896: Borås valkrets | Andrakammarvalet i Sverige 1896: Borås valkrets | Andrakammarvalet i Sverige 1896: Borås valkrets | Andrakammarvalet i Sverige 1896: Borås valkrets | Andrakammarvalet i Sverige 1896: Borås valkrets |
| Kandidat                                        | Kandidat                                        | Röster                                          | Röster                                          | Röster                                          |
| Kandidat                                        | Kandidat                                        | Antal                                           | %                                               | +− %                                            |
| ----------------------------------------------- | ----------------------------------------------- | ----------------------------------------------- | ----------------------------------------------- | ----------------------------------------------- |
|                                                 | Alfred Sandwall                                 | 263                                             | 68,1                                            |                                                 |
|                                                 | Axel Hedenlund                                  | 122                                             | 31,6                                            |                                                 |
|                                                 | Övriga kandidater                               | 1                                               | 0,3                                             |                                                 |
| Antal giltiga röster                            | Antal giltiga röster                            | 386                                             |                                                 |                                                 |
| Kasserade röster                                | Kasserade röster                                | 0                                               |                                                 |                                                 |
| Totalt                                          | Totalt                                          | 386                                             |                                                 |                                                 |

- Valdeltagandet var 65,2%.

### 1899
| Andrakammarvalet i Sverige 1899: Borås valkrets | Andrakammarvalet i Sverige 1899: Borås valkrets | Andrakammarvalet i Sverige 1899: Borås valkrets | Andrakammarvalet i Sverige 1899: Borås valkrets | Andrakammarvalet i Sverige 1899: Borås valkrets |
| Kandidat                                        | Kandidat                                        | Röster                                          | Röster                                          | Röster                                          |
| Kandidat                                        | Kandidat                                        | Antal                                           | %                                               | +− %                                            |
| ----------------------------------------------- | ----------------------------------------------- | ----------------------------------------------- | ----------------------------------------------- | ----------------------------------------------- |
|                                                 | Alfred Sandwall                                 | 230                                             | 53,6                                            | ▼14,5                                           |
|                                                 | C.F. Boberg                                     | 198                                             | 46,2                                            |                                                 |
|                                                 | Övriga kandidater                               | 1                                               | 0,2                                             |                                                 |
| Antal giltiga röster                            | Antal giltiga röster                            | 429                                             |                                                 |                                                 |
| Kasserade röster                                | Kasserade röster                                | 2                                               |                                                 |                                                 |
| Totalt                                          | Totalt                                          | 431                                             |                                                 |                                                 |

Valet ägde rum den 7 september 1899. Valdeltagandet var 52,0%.

### 1902
| Andrakammarvalet i Sverige 1902: Borås valkrets | Andrakammarvalet i Sverige 1902: Borås valkrets | Andrakammarvalet i Sverige 1902: Borås valkrets | Andrakammarvalet i Sverige 1902: Borås valkrets | Andrakammarvalet i Sverige 1902: Borås valkrets |
| Kandidat                                        | Kandidat                                        | Röster                                          | Röster                                          | Röster                                          |
| Kandidat                                        | Kandidat                                        | Antal                                           | %                                               | +− %                                            |
| ----------------------------------------------- | ----------------------------------------------- | ----------------------------------------------- | ----------------------------------------------- | ----------------------------------------------- |
|                                                 | Pål Bengtsson                                   | 359                                             | 60,0                                            |                                                 |
|                                                 | Carl Eiserman                                   | 237                                             | 39,6                                            |                                                 |
|                                                 | Övriga kandidater                               | 2                                               | 0,4                                             |                                                 |
| Antal giltiga röster                            | Antal giltiga röster                            | 598                                             |                                                 |                                                 |
| Kasserade röster                                | Kasserade röster                                | 0                                               |                                                 |                                                 |
| Totalt                                          | Totalt                                          | 598                                             |                                                 |                                                 |

Valet ägde rum den 2 september 1902. Valdeltagandet var 56,2%.

### 1905
| Andrakammarvalet i Sverige 1905: Borås valkrets | Andrakammarvalet i Sverige 1905: Borås valkrets | Andrakammarvalet i Sverige 1905: Borås valkrets | Andrakammarvalet i Sverige 1905: Borås valkrets | Andrakammarvalet i Sverige 1905: Borås valkrets |
| Kandidat                                        | Kandidat                                        | Röster                                          | Röster                                          | Röster                                          |
| Kandidat                                        | Kandidat                                        | Antal                                           | %                                               | +− %                                            |
| ----------------------------------------------- | ----------------------------------------------- | ----------------------------------------------- | ----------------------------------------------- | ----------------------------------------------- |
|                                                 | Axel Vennersten                                 | 568                                             | 79,3                                            |                                                 |
|                                                 | D. Helmér                                       | 148                                             | 20,7                                            |                                                 |
| Antal giltiga röster                            | Antal giltiga röster                            | 716                                             |                                                 |                                                 |
| Kasserade röster                                | Kasserade röster                                | 2                                               |                                                 |                                                 |
| Totalt                                          | Totalt                                          | 718                                             |                                                 |                                                 |

Valet ägde rum den 26 september 1905. Valdeltagandet var 62,5%.

### 1908
| Andrakammarvalet i Sverige 1908: Borås valkrets | Andrakammarvalet i Sverige 1908: Borås valkrets | Andrakammarvalet i Sverige 1908: Borås valkrets | Andrakammarvalet i Sverige 1908: Borås valkrets | Andrakammarvalet i Sverige 1908: Borås valkrets |
| Kandidat                                        | Kandidat                                        | Röster                                          | Röster                                          | Röster                                          |
| Kandidat                                        | Kandidat                                        | Antal                                           | %                                               | +− %                                            |
| ----------------------------------------------- | ----------------------------------------------- | ----------------------------------------------- | ----------------------------------------------- | ----------------------------------------------- |
|                                                 | Axel Vennersten                                 | 857                                             | 69,5                                            | ▼9,8                                            |
|                                                 | Karl Gustaf Dahlberg (liberal)                  | 376                                             | 30,5                                            |                                                 |
| Antal giltiga röster                            | Antal giltiga röster                            | 1 233                                           |                                                 |                                                 |
| Kasserade röster                                | Kasserade röster                                | 1                                               |                                                 |                                                 |
| Totalt                                          | Totalt                                          | 1 234                                           |                                                 |                                                 |

Valet ägde rum den 8 september 1908. Valdeltagandet var 68,0%.